# Saint-Prancher
Cet article possède un paronyme, voir Saint-Planchers.
Saint-Prancher est une commune française située dans le département des Vosges en région Grand Est.

## Géographie

### Localisation
|                      | Maconcourt     | Aboncourt Meurthe-et-Moselle |
| Dommartin-sur-Vraine | Saint-Prancher | Repel                        |
|                      | Biécourt       | Totainville                  |

### Géologie et relief
La commune se compose de 372,16 hectares de territoires agricoles (83,82 %) et 71,90 hectares de forêts et milieux semi-naturels  (16,19 %)

### Hydrographie et les eaux souterraines
Hydrogéologie et climatologie : Système d’information pour la gestion des eaux souterraines du bassin Rhin-Meuse :
Territoire communal : Occupation du sol (Corinne Land Cover); Cours d'eau (BD Carthage),
Géologie : Carte géologique; Coupes géologiques et techniques,
 Hydrogéologie : Masses d'eau souterraine; BD Lisa; Cartes piézométriques.

#### Réseau hydrographique
La commune est située dans le bassin versant de la Meuse au sein du bassin Rhin-Meuse. Elle est drainée par le ruisseau de Biecene et le ruisseau de Sauniaye,.

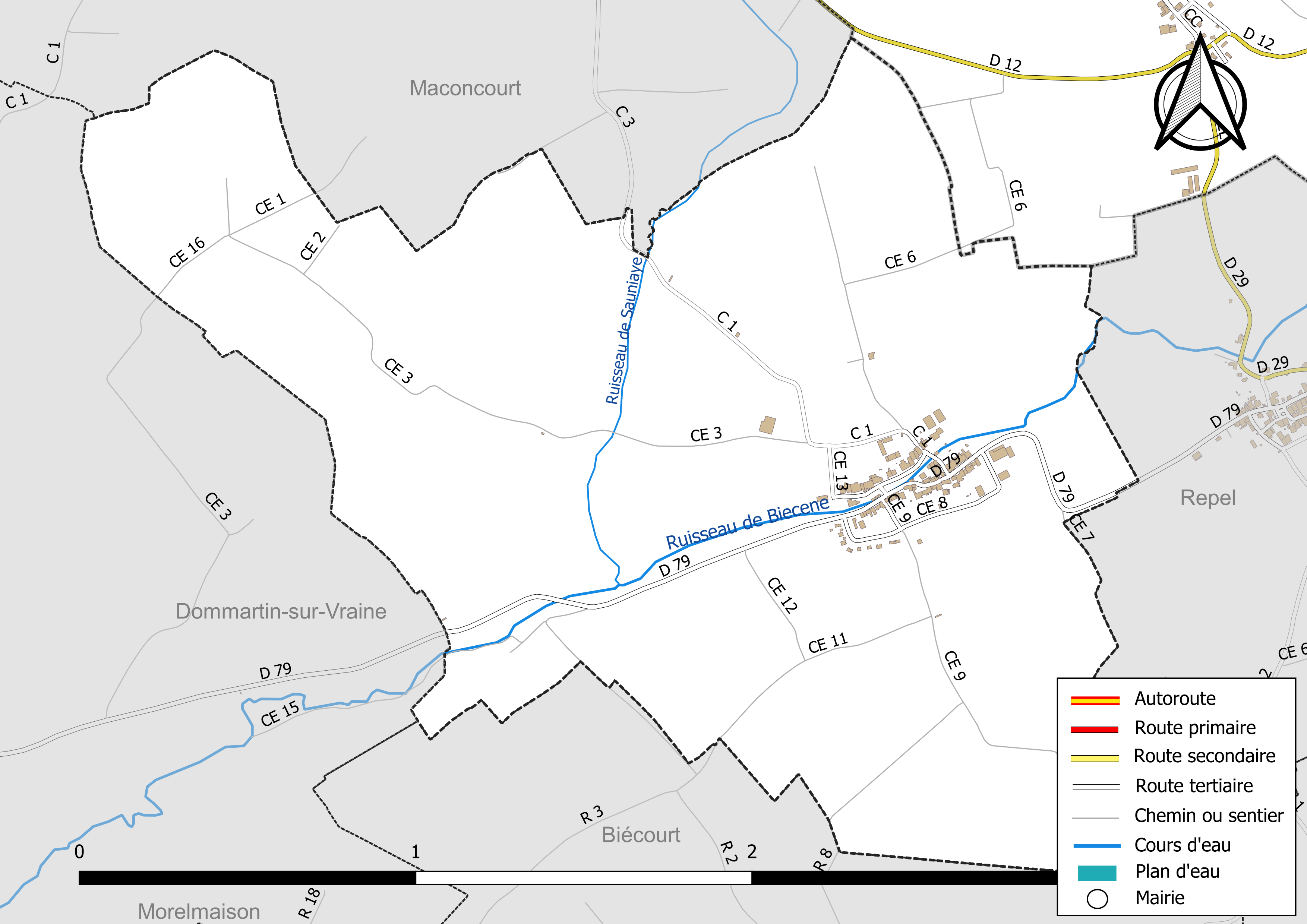
Réseaux hydrographique et routier de Saint-Prancher.

#### Gestion et qualité des eaux
Le territoire communal est couvert par le schéma d'aménagement et de gestion des eaux (SAGE) « Nappe des Grès du Trias Inférieur ». Ce document de planification, dont le territoire comprend le périmètre de la zone de répartition des eaux de la nappe des Grès du trias inférieur (GTI), d'une superficie de 1 497 km2,  est en cours d'élaboration. L’objectif poursuivi est de stabiliser les niveaux piézométriques de la nappe des GTI et atteindre l'équilibre entre les prélèvements et la capacité de recharge de la nappe. Il doit être cohérent avec les objectifs de qualité définis dans les SDAGE Rhin-Meuse et Rhône-Méditerranée. La structure porteuse de l'élaboration et de la mise en œuvre est le conseil départemental des Vosges.
La qualité des cours d’eau peut être consultée sur un site dédié géré par les agences de l’eau et l’Agence française pour la biodiversité. 

### Climat
Pour des articles plus généraux, voir Climat du Grand Est et Climat des Vosges.
En 2010, le climat de la commune est de type climat des marges montargnardes, selon une étude du Centre national de la recherche scientifique s'appuyant sur une série de données couvrant la période 1971-2000. En 2020, Météo-France publie une typologie des climats de la France métropolitaine dans laquelle la commune est exposée à un climat océanique altéré et est dans la région climatique  Lorraine, plateau de Langres, Morvan, caractérisée par un hiver rude (1,5 °C), des vents modérés et des brouillards fréquents en automne et hiver. 
Pour la période 1971-2000, la température annuelle moyenne est de 9,5 °C, avec une amplitude thermique annuelle de 16,9 °C. Le cumul annuel moyen de précipitations est de 899 mm, avec 12,5 jours de précipitations en janvier et 9,5 jours en juillet. Pour la période 1991-2020, la température moyenne annuelle observée sur la station météorologique de Météo-France la plus proche, « Mirecourt-inra », sur la commune de Mirecourt à 14 km à vol d'oiseau, est de 10,4 °C et le cumul annuel moyen de précipitations est de 824,3 mm. 
La température maximale relevée sur cette station est de 39,5 °C, atteinte le 25 juillet 2019 ; la température minimale est de −19,5 °C, atteinte le 20 décembre 2009,,. 
Les paramètres climatiques de la commune ont été estimés pour le milieu du siècle (2041-2070) selon différents scénarios d'émission de gaz à effet de serre à partir des nouvelles projections climatiques de référence DRIAS-2020. Ils sont consultables sur un site dédié publié par Météo-France en novembre 2022.

## Urbanisme

### Typologie
Au 1er janvier 2024, Saint-Prancher est catégorisée commune rurale à habitat dispersé, selon la nouvelle grille communale de densité à sept niveaux définie par l'Insee en 2022.
Elle est située hors unité urbaine et hors attraction des villes,.

### Occupation des sols
L'occupation des sols de la commune, telle qu'elle ressort de la base de données européenne d’occupation biophysique des sols Corine Land Cover (CLC), est marquée par l'importance des territoires agricoles (83,8 % en 2018), une proportion identique à celle de 1990 (83,8 %). La répartition détaillée en 2018 est la suivante : 
prairies (43,5 %), terres arables (40,3 %), forêts (16,2 %). L'évolution de l’occupation des sols de la commune et de ses infrastructures peut être observée sur les différentes représentations cartographiques du territoire : la carte de Cassini (XVIIIe siècle), la carte d'état-major (1820-1866) et les cartes ou photos aériennes de l'IGN pour la période actuelle (1950 à aujourd'hui).

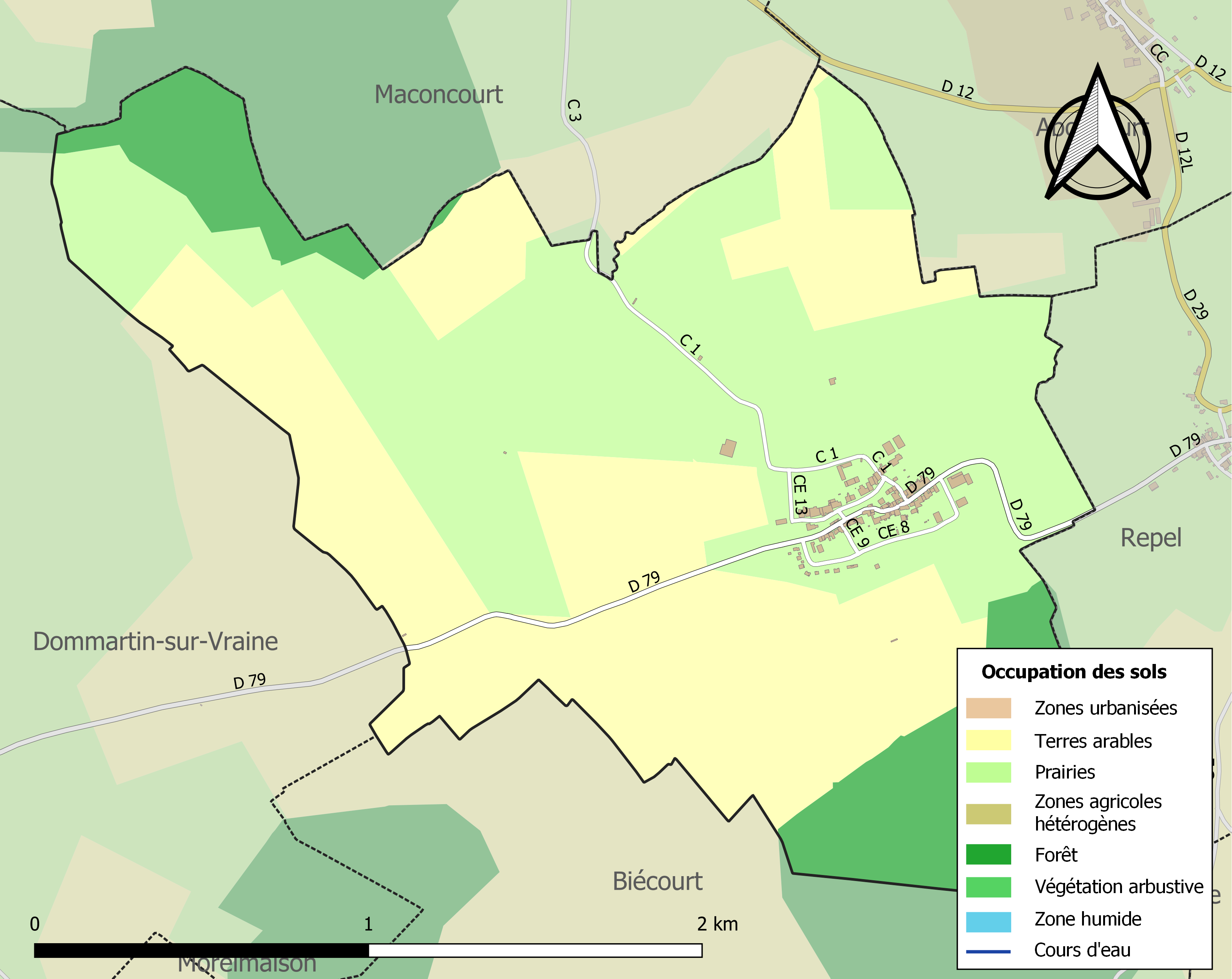
Carte des infrastructures et de l'occupation des sols de la commune en 2018 (CLC).

## Toponymie
Le nom de la localité est attesté sous les formes Saint Prenchié (1287) ; Saint Pranchier (XIIIe siècle) ; S. Prainchié (XIVe siècle) ; De Sancto Pancratio (1402) ; Saint Prainchier (1426) ; Sainct Prenchier (1459) ; Sainct Prancher (XVe siècle) ;	« Rector parrochialis ecclesie Sancti Pancratii de Sancto Pancratio » (1539) ; Sainct Pranchier (1594).

Saint-Prancher est un hagiotoponyme qui fait référence à Pancrace de Rome. Dès le temps de Grégoire de Tours, il est vénéré en France.

## Histoire
Le nom de Saint-Prancher apparaît pour la première fois dans les textes en 1287.
La seigneurie de Saint-Prancher (Sanctus Pancratius) appartenait, sous l’Ancien Régime, au marquis de Bassompierre-Removille. Un coseigneur lui était associé en 1788, compétent en matière de moyenne et basse justice : l’avocat au Parlement Jean-Claude Thirion. À la veille de la Révolution, les propriétaires terriens à Saint-Prancher étaient le sieur de Sommièvre (seigneur d’Offroicourt), les religieuses de la congrégation de Mirecourt, le chapitre de Toul, les sieurs de Montfort et Dommartin.
Au spirituel, la paroisse de Saint-Prancher, dont dépendait le village de Repel, était à la collation du chapitre de Remiremont, qui percevait les deux tiers de la grosse dîme, l’autre un tiers et toute la menue dîme étant attribués au curé. Le maître d’école avait la dîme grosse et menue d’une charrue et une demi-part de la dîme de Repel. L’église, dédiée à saint Pancrace, relevait du diocèse de Toul, doyenné de Porsas.
Sous l’Ancien Régime, Saint-Prancher appartenait au bailliage de Mirecourt. De 1790 à l’an IX, la commune fait partie du canton de Rouvres-en-Xaintois.

## Politique et administration

### Découpage territorial
Par arrêté préfectoral du 15 septembre 2023, la commune est retirée le 1er janvier 2024 de l'arrondissement d'Épinal et rattachée à l'arrondissement de Neufchâteau.

### Liste des maires
| Période                                  | Période                       | Identité                   | Étiquette | Qualité         |
| ---------------------------------------- | ----------------------------- | -------------------------- | --------- | --------------- |
| Les données manquantes sont à compléter. |                               |                            |           |                 |
| 1965                                     | 1973                          | Hubert Rambaut (1925-2015) |           | Agriculteur     |
| avant mars 2001                          | mars 2008                     | Philippe Gérard            |           |                 |
| mars 2008                                | En cours (au 18 février 2015) | Jean-Claude Gérard (°1962) |           | Agent technique |

### Budget et fiscalité 2023
Mairie Saint-Prancher.JPG

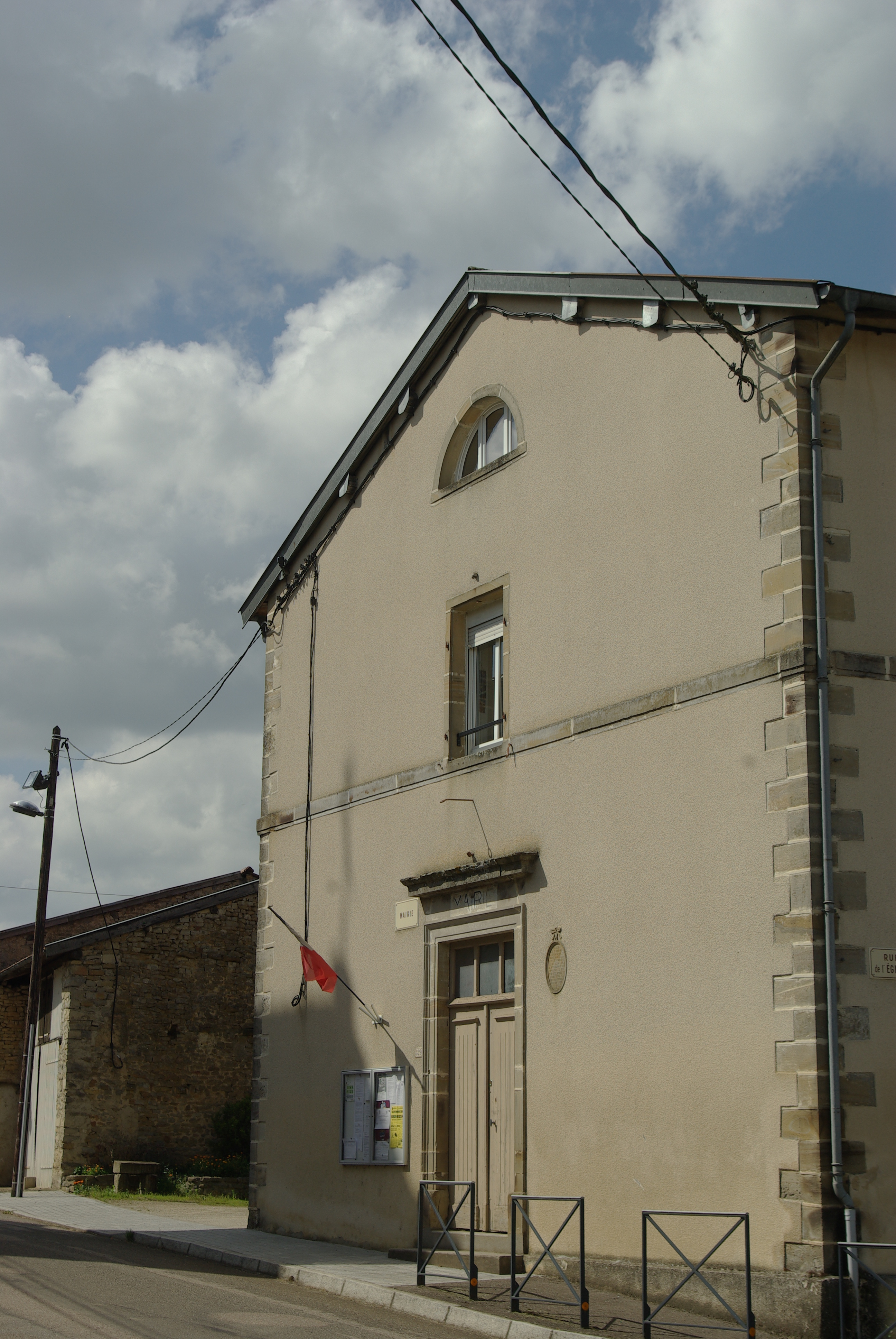
La Mairie.

En 2023, le budget de la commune était constitué ainsi :
- total des produits de fonctionnement : 78 000 €, soit 1 055 € par habitant ;
- total des charges de fonctionnement : 74 000 €, soit 994 € par habitant ;
- total des ressources d'investissement : 108 000 €, soit 850 € par habitant ;
- total des emplois d'investissement : 80 000 €, soit 1 087 € par habitant ;
- endettement : 143 000 €, soit 1 934 € par habitant.

Avec les taux de fiscalité suivants :
- taxe d'habitation : 15,40 % ;
- taxe foncière sur les propriétés bâties : 39,73 % ;
- taxe foncière sur les propriétés non bâties : 25,33 % ;
- taxe additionnelle à la taxe foncière sur les propriétés non bâties : 0,00 % ;
- cotisation foncière des entreprises : 0,00 %.

Chiffres clés Revenus et pauvreté des ménages en 2021 : médiane en 2021 du revenu disponible, par unité de consommation.

## Population et société

### Démographie

#### Évolution démographique
L'évolution du nombre d'habitants est connue à travers les recensements de la population effectués dans la commune depuis 1793. Pour les communes de moins de 10 000 habitants, une enquête de recensement portant sur toute la population est réalisée tous les cinq ans, les populations de référence des années intermédiaires étant quant à elles estimées par interpolation ou extrapolation. Pour la commune, le premier recensement exhaustif entrant dans le cadre du nouveau dispositif a été réalisé en 2005.

En 2022, la commune comptait 67 habitants, en évolution de −18,29 % par rapport à 2016 (Vosges : −2,96 %, France hors Mayotte : +2,11 %).
| 1793 | 1800 | 1806 | 1821 | 1831 | 1836 | 1841 | 1846 | 1856 |
| ---- | ---- | ---- | ---- | ---- | ---- | ---- | ---- | ---- |
| 232  | 206  | 252  | 262  | 275  | 279  | 288  | 278  | 261  |

| 1861 | 1866 | 1876 | 1881 | 1886 | 1891 | 1896 | 1901 | 1906 |
| ---- | ---- | ---- | ---- | ---- | ---- | ---- | ---- | ---- |
| 272  | 264  | 229  | 212  | 214  | 228  | 200  | 188  | 168  |

| 1911 | 1921 | 1926 | 1931 | 1936 | 1946 | 1954 | 1962 | 1968 |
| ---- | ---- | ---- | ---- | ---- | ---- | ---- | ---- | ---- |
| 158  | 135  | 140  | 126  | 110  | 128  | 129  | 102  | 105  |

| 1975 | 1982 | 1990 | 1999 | 2005 | 2006 | 2010 | 2015 | 2020 |
| ---- | ---- | ---- | ---- | ---- | ---- | ---- | ---- | ---- |
| 101  | 93   | 96   | 76   | 68   | 69   | 75   | 76   | 73   |

| 2022 | - | - | - | - | - | - | - | - |
| ---- | - | - | - | - | - | - | - | - |
| 67   | - | - | - | - | - | - | - | - |

### Enseignement
Établissements d'enseignements :
- Écoles maternelles et primaires à Gironcourt-sur-Vraine, Pleuvezain, Rainville, Oëlleville, Houécourt.
- Collèges à Châtenois, Mandres-sur-Vair, Mirecourt, Vittel, Contrexéville.
- Lycées à Mandres-sur-Vair, Mirecourt, Contrexéville, Neufchâteau.

### Santé
Professionnels et établissements de santé :
- Médecins à Gironcourt-sur-Vraine, Vicherey, Châtenois, Diarville, Mirecourt, Remoncourt, Mattaincourt, Vittel.
- Pharmacies à Gironcourt-sur-Vraine, Vicherey, Châtenois, Diarville, Mirecourt, Remoncourt, Mattaincourt, Vittel.
- Hôpitaux à Mirecourt, Mattaincourt, Vittel, Neufchâteau, Charmes, Ville-sur-Illon.

### Cultes
- Culte catholique, Paroisse Saint Pierre Fourier[28], Diocèse de Saint-Dié.

## Économie

### Entreprises et commerces

#### Commerces
- Commerces et services de proximité[29].

## Culture locale et patrimoine

### Lieux et monuments
- L'église de Saint-Prancher fut construite en 1833 sur les restes d’une ancienne église en ruine[30].

Retable  XVIe siècle,.
Statue équestre Saint Hubert 4e quart XIVe siècle.
- Patrimoine rural recensé par le service régional de l'Inventaire général du patrimoine culturel[34].
- Monument aux morts et plaque commémorative[35],[36],[37],[38].

### Personnalités liées à la commune
- Gaspard Brunecher, Médaillé de Sainte-Hélène[39].

### Héraldique
| Blason de Saint-Prancher | Blason  | Parti: au 1er de gueules à saint Pancrace de carnation, habillé d'or, tenant une palme de sinople et un livre d'argent, nimbé du même, au 2e mi-parti d'argent à trois chevrons de gueules,. |
| Blason de Saint-Prancher | Détails | Création Robert André Louis. Adopté le 3 juillet 2017. |

## Pour approfondir